# Jean Raspail

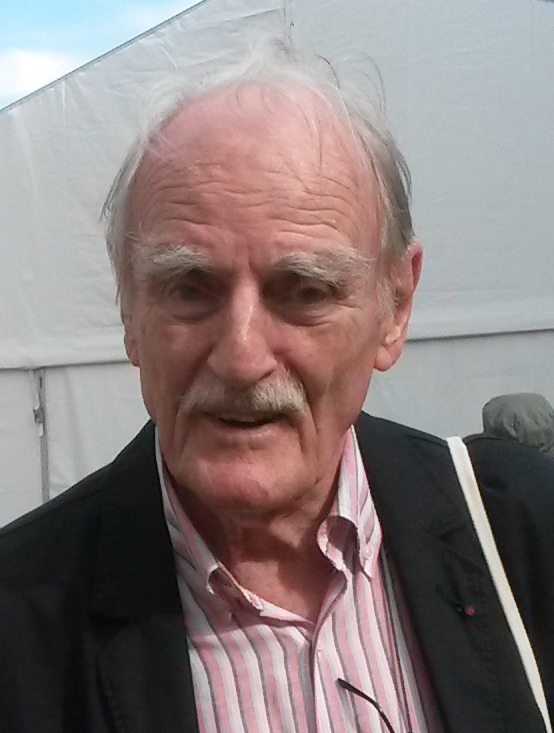
Jean Raspail (2014)

Jean Raspail (* 5. Juli 1925 in Chemillé-sur-Dême, Département Indre-et-Loire; † 13. Juni 2020 in Paris) war ein französischer Reisender und ein vom Katholizismus und Royalismus geprägter Schriftsteller. Sein erfolgreichstes Werk, Das Heerlager der Heiligen von 1973, gilt als „Kultbuch der Neuen Rechten“.

## Leben und Werk
Jean Raspail entstammte einer großbürgerlichen Familie. Sein Vater, Octave Raspail, war Aufsichtsratsvorsitzender der Grands moulins de Corbeil in Corbeil-Essonnes bei Paris und zugleich Generaldirektor der Mines de la Sarre. Seine Mutter war Marguerite Chaix.
Raspail leitete zwischen 1950 und 1970 zahlreiche Reisen und Expeditionen und wurde zunächst durch seine Reportagen und Reiseerzählungen bekannt.
Seine unkonventionellen Utopien und Dystopien, geprägt durch seinen traditionellen Katholizismus, wurden schon in den 1950er Jahren kontrovers diskutiert. Er hat mehrere Zukunftsromane geschrieben, in denen die Ideologien des Kommunismus und Liberalismus scheitern und eine katholische Monarchie wieder errichtet wird. Seine Werke behandeln auch Szenarien der Einwanderung, wie zum Beispiel in Das Heerlager der Heiligen aus dem Jahr 1973, in dem die Landung einer Million Inder aus der Unterschicht an der französischen Mittelmeerküste zum Untergang der abendländischen Kultur beiträgt.
In dem Roman Sire wird im Februar 1999 in Reims ein französischer König wieder gekrönt: der achtzehnjährige Philippe Pharamond de Bourbon, ein direkter Nachfahre des letzten französischen Königs.
Raspail lebte in Neuilly-sur-Seine und starb im Juni 2020 im Alter von 94 Jahren.

### Tätigkeiten und Mitgliedschaften
- Mitglied der Société des Explorateurs Français

### Auszeichnungen und Ehrungen
- 1981: Grand Prix du Roman de L’Académie française
- 1986: Prix Chateaubriand
- 1987: Prix du Livre Inter
- 1992: Grand Prix du roman de la ville de Paris
- 1992: Prix Alfred de Vigny
- 1995: Prix des Maisons de la Presse
- 1996: Prix Prince Pierre de Monaco
- 2006: Prix littéraire de l’armée de Terre – Erwan Bergot
- 2009: Prix Wartburg de Littérature, für sein Lebenswerk

### Werke (Auswahl)
- 1952: Terre de Feu – Alaska.
- 1955: Terres et Peuples Incas.
- 1958: Le Vent des pins.
- 1960: Terres saintes et profanes.
- 1962: Les Veuves de Santiago.
- 1963: Hong-Kong, Chine en sursis.
- 1966: Secouons le cocotier. (Band 1)
- 1970: Secouons le cocotier. (Band 2)
- 1970: Bienvenue honorables visiteurs.
- 1971: Le Tam-Tam de Jonathan.
- 1973: Le Camp des saints.
- 1974: La Hache des steppes.
- 1975: Journal Peau-Rouge.
- 1976: Le Jeu du roi.
- 1977: Boulevard Raspail.
- 1978: Les Peaux-Rouges aujourd’hui.
- 1979: Septentrion.
- 1980: Bleu caraïbe et citrons verts.
- 1981: Moi, Antoine de Tounens, roi de Patagonie.
- 1982: Les Hussards.
- 1984: Les Yeux d’Irène.
- 1985: Le Président.
- 1986: Qui se souvient des hommes…
- 1988: L’Île bleue.
- 1990: Pêcheurs de lune.
- 1991: Sire.
- 1992: Vive Venise.
- 1993: Sept cavaliers ….
- 1995: L’Anneau du pêcheur.
- 1998: Hurrah Zara.
- 2000: Le Roi au-delà de la mer.
- 2001: Adiós, Tierra del Fuego.
- 2002: Le Président. (Neuausgabe)
- 2002: Le Son des tambours sur la neige.
- 2003: Les Royaumes de Borée.
- 2005: En canot sur les chemins d’eau du Roi.

### Deutsche Übersetzungen
- Miyamoto und die ehrenwerten Fremden. Stuttgart 1960.
- Sie waren die ersten. München 1988.
- Das Heerlager der Heiligen. Tübingen 1985, sowie Schnellroda 2015 in vervollständigter, von Raspail autorisierter Fassung in Neuübersetzung von Martin Lichtmesz, Verlag Antaios, ISBN 978-3-944422-12-1.
- Sire. Bonn 2005.
- Sieben Reiter verließen die Stadt. Verlag Antaios, Schnellroda 2013.
- Der letzte Franzose. Essays und Interviews. Verlag Antaios, Schnellroda 2014, ISBN 978-3-944422-41-1.
- Der Ring des Fischers. Übersetzung von Joachim Volkmann. Verlag Antaios, Schnellroda 2016, ISBN 978-3-944422-13-8.
- Die blaue Insel. Verlag Antaios, Schnellroda 2018, ISBN 978-3-944422-07-7.
- Die Axt aus der Steppe. Karolinger Verlag, Wien 2019, ISBN 978-3-85418-186-6.
- Der König jenseits des Meeres. Verlag Antaios, Schnellroda 2024, ISBN 978-3949041181.